# رجل طيب في إفريقيا (رواية)
رجل طيب في أفريقيا (بالإنجليزية: A Good Man in Africa)‏ هي الرواية الأولى للكاتب البريطاني ويليام بويد، نشرت عام 1981م، عن دار نشر هاميش هاملتون. 